# 소브란체

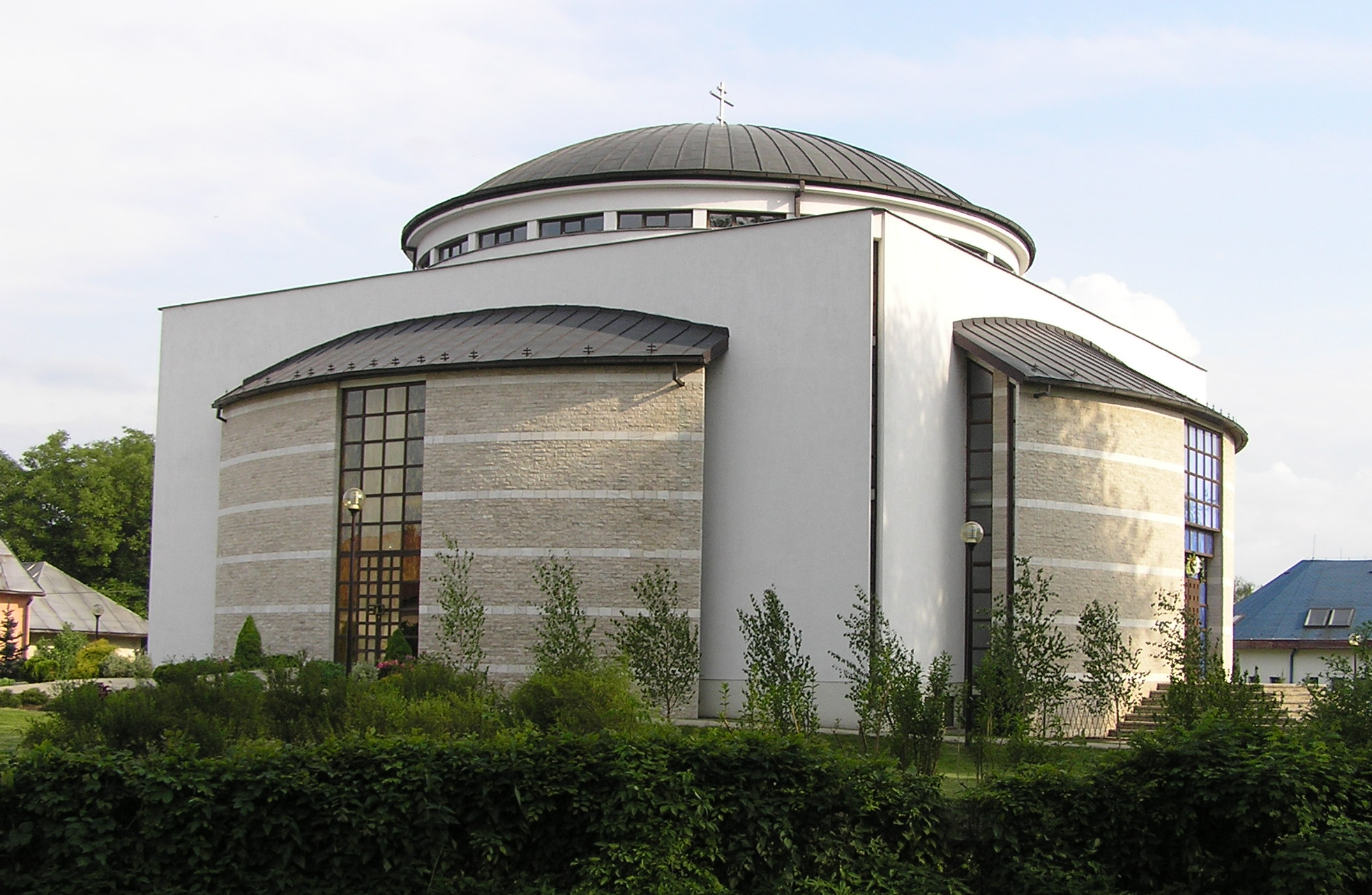

소브란체(슬로바키아어: Sobrance, 독일어: Sobranz 조브란츠[*], 헝가리어: Szobránc 소브란츠[*])는 슬로바키아 동부 코시체 주에 위치한 도시로 면적은 10.680km2, 높이는 122m, 인구는 6,274명(2008년 기준), 인구 밀도는 587명/km2이다. 우크라이나 국경과 가까운 지점에 위치한다.